# Малък воден опосум
Малкият воден опосум (Lutreolina crassicaudata) e вид опосум от семейство Didelphidae.

## Разпространение
Видът е разпространен с множество различни по големина фпагментирани популации в цяла Южна Америка с изключение на Чили и Еквадор на надморска височина до 2000 m. Видът е нощно животно, което обитава гори и открити пространства в блатисти и крайречни райони, плува добре.

## Описание
Видът е сред най-едрите опосуми и се нарежда след представителите на род Didelphis. Характеризира с дълго тяло, което наподобява на невестулка. Дължината му е 60 – 75 cm, от които между 30 и 35 cm се падат на опашката, теглото варира между 0,6 и 1,5 kg. Козината е гъста червеникава или жълтеникава. Опашката е дълга, ушите са малки и закръглени. Има 50 зъба.

## Хранене
Диетата се състои от малки гръбначни животни, насекоми риби и молюски. В плен се хранят с насекоми и плодове, но убиват и малки птици и бозайници.

## Подвидове
- L. crassicaudata crassicaudata
- L. crassicaudata paranalis
- L. crassicaudata turneri